# Heiko Schaffartzik
Heiko Schaffartzik (ur. 3 stycznia 1984 w Berlinie) – niemiecki koszykarz występujący na pozycjach rozgrywającego lub rzucającego obrońcy, były reprezentant kraju, obecnie zawodnik Hamburg Towers.

## Osiągnięcia
Stan na 14 listopada 2020, na podstawie, o ile nie zaznaczono inaczej.
Drużynowe
- Mistrz:
  - FIBA Europe Cup (2017)
  - Niemiec (2003, 2013, 2014)
- Wicemistrz Niemiec (2015)
- 3. miejsce podczas mistrzostw Niemiec (2004)
- Zdobywca:
  - pucharu: 
    - Niemiec (2003)
    - Francji (2017)

  - Superpucharu Francji (2017)

Indywidualne
- MVP Pucharu Francji (2017)
- Uczestnik meczu gwiazd ligi:
  - francuskiej LNB Pro A (2016)
  - niemieckiej (2008, 2010, 2012, 2015)
- Zwycięzca konkursu rzutów za 3 punkty ligi francuskiej (2015–2017)

Reprezentacja
- Uczestnik:
  - mistrzostw:
    - świata (2010 – 17. miejsce)
    - Europy:
      - 2009 – 11. miejsce, 2011 – 9. miejsce, 2013 – 17. miejsce, 2015 – 18. miejsce
      - U–18 (2002 – 12. miejsce)

  - kwalifikacji do Eurobasketu (2012/2013, 2014/2015)
- Lider Eurobasketu U–18 w asystach (2002)